# Sombreado plano (animación)
El sombreado plano también llamado sombreado cel, o cel shading (también llamado toon shading) es un tipo de renderización no fotorrealista diseñada para hacer que los gráficos por computadora parezcan dibujados a mano. Las sombras planas se usan comúnmente para imitar el estilo de los cómics o dibujos animados. Es una adición relativamente nueva a los gráficos por computadora, común de verse en videojuegos de consolas. Si bien el resultado del sombreado plano puede aparentar ser simplista como el de una animación dibujada a mano, es un proceso complejo. 
El nombre se debe a los pliegos de acetato (llamadas cels en inglés, acortamiento de celluloid o celuloide), que son pintadas para usarse en animaciones 2D tradicionales, como Los clásicos de Walt Disney; shading es sombreado en inglés. La primera vez que se usó esta técnica fue en el reinicio de Dr. Slump (1997).

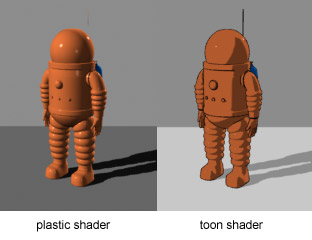
Un objeto con un sombreado plano básico y detección de bordes.

## Proceso
El proceso del sombreado plano comienza con un modelo 3D típico. Se diferencia de la renderización convencional en su uso de iluminación no fotorrealista. Los valores de la iluminación convencional (suave) son calculados para cada píxel y luego mapeados a un pequeño número de sombras discretas para crear el aspecto plano característico, en el cual las sombras y los puntos más iluminados parecen ser bloques de color en vez de aparentar mezclarse con suavidad.
La tinta negra de las líneas exteriores y del contorno pueden ser creadas usando una variedad de métodos. Un método popular implica renderizar primeramente un contorno negro, algo más grande que el objeto en sí. Luego se detecta qué partes no son visibles desde el punto de vista seleccionado, y se dibujan en negro. Se puede realizar el sombreado en varias capas, para simular algo más de volumen. Tras esto, las zonas no visibles se devuelven a un color normal para superponer el sombreado y aplicar las texturas que sean necesarias. Por último, la imagen se envía a un búfer de eje z (para comprobar la profundidad), ya que las sombras se sitúan a mayor profundidad en el renderizado de las escenas. 
A continuación hay un ejemplo de una tetera renderizada usando el sombreado plano.
1. Las caras traseras son dibujadas con líneas delgadas.
2. El objeto es dibujado con una textura básica.
3. Sombreado.

Los pasos 2 y 3 pueden ser combinados usando multitexturado (véase mapeo de texturas).
Otra técnica para lograr las líneas exteriores es usar procesamiento de imágenes en 2D. Primero, se renderiza la escena (con sombreado plano) a una textura de color del tamaño de la pantalla:
Luego, se renderiza la información normal de la profundidad de la escena y la superficie del mundo a texturas del tamaño de la pantalla:
Se aplica un filtro sobel o un filtro similar de detección de bordes a las textura normal y de profundidad para generar una textura de bordes. Los téxeles en los bordes detectados son negros, mientras que los demás téxeles son blancos:
Por último, la textura de bordes y la textura de color se unen para formar la imagen renderizada final:
A diferencia de la mayoría de las técnicas de procesamiento de imágenes, el rendimiento de este método no se ve afectado por la complejidad de la escena.

## Historia

### La producción del demo
Uno de los primeros ejemplos de una caricatura shading en tiempo real se encuentra en la demo Three Little Goats, elaborado por Moppi (The Party, 1997).

### Videojuegos
Alone in the Dark, de 1992, ya presentaba unos personajes poligonales que podríamos catalogar de precursores del sombreado plano. También Star Fox, de 1993. En este sentido, más evolucionado y refinado, tenemos el que algunos catalogan como el primer videojuego que mostró esta técnica, Doctor Hauzer, lanzado en 1994 para la consola 3DO y que fue exclusivo del mercado japonés. En un artículo de 2014, Lucas Sullivan de GamesRadar+ calificó a Doctor Hauzer de "prototipo de la estética de cel-shading" y que simplemente carecía de los contornos gruesos y negros atribuidos a este estilo. En este mismo sentido, en 2016, PC Gamer afirmó sobre Doctor Hauzer que: "Si Jet Set Radio marcó la pubertad de los gráficos de sombreados por celdas, entonces este juego de 3DO fue su nacimiento".
Otro videojuego que mostró esta técnica en una fecha temprana fue Worms 2 en sus secuencias de vídeo. Posteriormente, otro ejemplo de videojuego en 3D en ofrecer sombreado plano en tiempo real fue Jet Set Radio (2000) para Sega Dreamcast. Un poco antes, a finales de 1999, Fear Effect fue desarrollado para PlayStation. Mientras fue notorio por el uso de texturas dramáticas para dar una apariencia de anime a sus personajes, careció de contornos y de una fuente de luz dinámica. Los juegos previos a Fear Effect utilizaban texturas de una manera similar, pero no tan aparente o estilizada como este juego. Wacky Races, producido para Dreamcast unos meses antes que Jet Set Radio, mostró un efecto de contornos que eran erróneos para cel-shading. Este juego utilizaba en realidad técnicas tradicionales de sombreo. Existen otros juegos, como Mega Man Legends, que utilizó texturas estáticas con alta separación de contraste de color en la misma pauta de Fear Effect, creado antes de estos ejemplos, pero el ejemplo creado no era en realidad el sombreado plano, debido a que no producían un efecto de contorno y ningún sombreo.
En los años siguientes después de Jet Set Radio, numerosos juegos con la tecnología cel-shading fueron introducidos durante esta "mini moda" que envolvía a los gráficos cel-shading, sin embargo solo pocos lograron igualar o sobrepasar los atractivos establecidos. Los siguientes videojuegos con cel-shading que capturaron la atención de la industria de alguna manera fueron Jet Set Radio Future y Sly Raccoon en el 2002. A través del tiempo, más títulos que incorporaban cel shading  tales como XIII, Dark Chronicle, Cel Damage, Klonoa 2: Lunatea's Veil, Grand Theft Auto: Chinatown Wars  y Viewtiful Joe  fueron producidos con una reacción positiva, aunque no fueron considerados éxitos de ventas de acuerdo a sus cifras. Originalmente los únicos videojuegos que recibieron audiencia positiva y ventas después de Sly Cooper and the Thievius Raccoonus fueron The Legend of Zelda: The Wind Waker, The Legend of Zelda: Phantom Hourglass, The Legend of Zelda: Spirit Tracks, Sly 2: Band of Thieves, y Tales of Symphonia.
The House of the Dead III para Xbox fue diseñado al principio como cel-shaded. Temprano en el desarrollo de The House of the Dead III, Sega reveló fotos del entonces gráfico cel-shaded a la comunidad  de videojuegos. Poco después de que esas fotos fueran reveladas, Sega anunció que estaban dejando los gráficos cel-shaded en favor de las técnicas convencionales de gráficos. Se sospechan varias razones para el cambio de parecer de Sega, siendo la más popular que sus fotos se encontraron con una respuesta negativa de los vídeo jugadores quienes no les agradó el estilo de los gráficos cel shading. Muchos jugadores reclamaban que el cel shading solo se estaba usando como un simple truco en el intento de vender más juegos. The House of the Dead III era un sangriento y muy violento juego de pocas armas que mostraba zombis y otras criaturas mutadas y deformes. Muchos sintieron que la vista del cel-shading no coincidía con los temas y contenidos del juego.
Otro título a destacar es el sobresaliente Okami para PS2 y Wii, con muy buena recepción de la crítica especializada de y los jugadores, pero con poco éxito comercial.
Más recientemente, con consolas que antes no eran lo suficientemente poderosas para procesar un mundo completamente en 3D, se ha hecho uso del cel-shading. Entre los videojuegos más notables se encuentran las series de Tony Hawk, The Legend of Zelda: Phantom Hourglass y The Legend of Zelda: Spirit Tracks, así como Grand Theft Auto: Chinatown Wars en nintendo DS.
Borderlands y Borderlands 2, además de la saga de Crackdown son unos de los más relevantes, donde se conjugan perfectamente las gráficas 3D y el cel shading. Fue sacado al mercado en el 2009 y tiene hasta ahora 4 expansiones.
En el año 2008  se estrenó el reboot de Prince of Persia con una visualización de "cel-shading";  aunque comercialmente no tuvo mucho éxito .
Tanto Marvel vs Capcom 3 y Ultimate Marvel vs. Capcom 3 combina tanto 3D y "cel-shading" asemejandose un aspecto más de cómic.
Actualmente Darksiders es el más sorprendente, y una escala de colores muy viva y característica, su secuela Darksiders II vuelve a usar esta tecnología, y esta vez con un apartado artístico fascinante y aplaudido por la crítica, cuenta con el famoso dibujante Joe Madureira, y es un referente en gráficos al estilo cómic.
En la saga de videojuegos, The Legend of Zelda, tanto The Legend of Zelda: Breath of the Wild, como su precuela Age of Calamity y su secuela, hacen uso de los gráficos cel-shading.

## Galería
| |
| Dos isosuperficies de la densidad probabilistica de una Partícula en una caja, renderizados siguiendo el método de cel shading. |